# SN 1983G
SN 1983G – supernowa typu Ia odkryta 8 kwietnia 1983 roku w galaktyce NGC 4753. Jej maksymalna jasność wynosiła 12,97m.